# Émile Banning

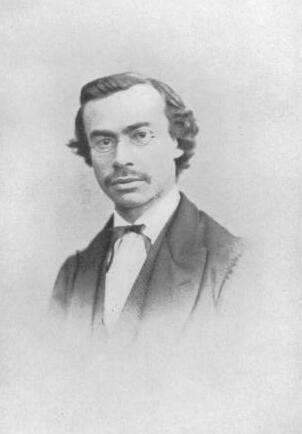
Émile Banning op het moment van zijn huwelijk. (1872)

Émile Théodore Joseph Hubert Banning (Luik, 12 oktober 1836 - Elsene, 13 juli 1898) was een Belgisch ambtenaar, diplomaat, schrijver en journalist.

## Carrière
Banning was doctor in de Wijsbegeerte en Letteren en werd journalist bij het dagblad L'Echo du Parlement waarvoor hij de politiek op de voet volgde. In 1861 werd hij eveneens archivaris bij de Koninklijke Bibliotheek. Banning werd opgemerkt door Charles Rogier, de minister van Buitenlandse Zaken, die hem in 1863 aantrok binnen het departement als archivaris, bibliothecaris, schrijver, vertaler en rechterhand van toponderhandelaar Auguste Lambermont. Banning bleef deze functies uitoefenen tot aan zijn dood in 1898.
Het voorbereidende werk van Banning in 1863 zorgde ervoor dat de onderhandelingen met Nederland in verband met het afschaffen van de Scheldetol succesvol afliepen. Op het ministerie van Buitenlandse Zaken specialiseerde hij zich in het schrijven van allerlei verhandelingen over wereldkwesties en trok zo de aandacht van koning Leopold II. Een aantal artikels van Banning over Centraal-Afrika in L'Echo du Parlement inspireerden de koning om in 1876 in Brussel een eerste conferentie over Afrika te houden.
Banning werd een van de naaste medewerkers van de koning en was een vurig propagandist van de expansiedrang van België. Tijdens de Koloniale Conferentie van Berlijn in 1884 was hij een van de vertegenwoordigers van België. Hij was mede-onderhandelaar maar schreef ook de voorbereidende teksten, alsook de verslagen van de meetings, voor Auguste Lambermont, die algemeen redacteur van de conferentie was. De conferentie was voor België een succes en de Onafhankelijke Congostaat werd opgericht.
Émile Banning was een tegenstander van de nog bestaande slavenhandel en was een van de mede-organisators van de conferentie tegen de slavenhandel van 1890 in Brussel, waarop hij samen met Lambermont België vertegenwoordigde. Na deze conferentie was Banning er voorstander van om Onafhankelijke Congostaat, persoonlijk bezit van de koning, door België te laten annexeren en was het niet meer eens met de economische politiek die Leopold II voerde in Congo. Door zijn publicaties in 1890-1892 kwam hij meermaals in botsing met de koning. Aanvankelijk kon Auguste Lambermont de gemoederen nog sussen maar vanaf 1893 viel Banning volledig in ongenade bij de koning.

## Publicaties
- L'Afrique et la Conférence Géographique de Bruxelles, Brussel, 1877.
- Le traités de 1815 et la Belgique, Brussel, 1919.
- Mémoires politiques et diplomatiques - Comment fut fondé le Congo Belge, Brussel, 1927.

## Eerbetoon
- De huidige stad Bandundu in Congo-Kinshasa heette tot 1966 Banningville of Banningstad.
- In Elsene en in Antwerpen is er een straat naar hem vernoemd.